# Dyskryminacja (psychoakustyka)
Dyskryminacja (łac. discrimino, rozróżniam) – rozróżnianie dwóch bodźców dźwiękowych o różnym natężeniu tej samej cechy np.:
- dyskryminacja częstotliwości tonów,
- dyskryminacja natężenia,
- dyskryminacja obwiedni widmowej,
- dyskryminacja przerw,
- dyskryminacja modulacji amplitudy.

Pomiar dyskryminacji danej cechy jest stosowany jako jedno z podstawowych narzędzi (obok pomiarów detekcji) przy pomiarach psychoakustycznych w celu wyznaczenia szczególnych własności układu słuchowego, a następnie w celu opracowania modelu psychoakustycznego.